# Robert Morris (finansista)
Robert Morris (ur. 20 stycznia 1734 w Liverpoolu w Anglii, zm. 8 maja 1806 w Filadelfii) – amerykański mąż stanu, finansista i kupiec pochodzący ze stanu Pensylwania.
Robert Morris w 1747 roku wyemigrował z ojczystej Anglii do Ameryki Północnej, gdzie zamieszkał w miejscowości Oxford w stanie Maryland. Uczęszczał do szkół w Filadelfii, gdzie później następnie rozpoczął pracę jako kupiec. W latach 1775–1778 był członkiem Kongresu Kontynentalnego, zaś w roku 1787 uczestniczył w Konwencji, podczas której ustalono tekst Konstytucji Stanów Zjednoczonych, której został sygnatariuszem. Wcześniej, był również jednym z sygnatariuszy Deklaracji niepodległości Stanów Zjednoczonych oraz artykułów konfederacji i wieczystej unii.
Został wybrany w pierwszych wyborach do Senatu Stanów Zjednoczonych, gdzie zasiadał od 4 marca 1789 do 3 marca 1795 reprezentując stan Pensylwania. Nie ubiegał się o reelekcję. George Washington zaoferował mu stanowisko sekretarza skarbu w swoim gabinecie, ale Morris odmówił objęcia tej pozycji.
Morris był jednym z najbogatszych ludzi w Stanach Zjednoczonych. Jednak nieudane spekulacje na rynku nieruchomości doprowadziły go na skraj bankructwa i lata 1798–1801 Morris spędził w więzieniu za niespłacone długi.